# Hans-Werner Diehl
Hans-Werner Diehl (* 29. Oktober 1950) ist ein deutscher theoretischer Physiker und emeritierter Hochschullehrer an der Universität Duisburg-Essen.
Diehl habilitierte sich 1985 in München (Field-Theoretic Approach to Critical Behavior at Surfaces) bei Herbert Wagner. Danach war er am Institut für Festkörperforschung der Kernforschungsanlage Jülich.
Er untersuchte kritische Phänomene an Grenz- und Oberflächen und Casimirkräfte, die zum Beispiel bei Bauteilen in der Nanotechnik auftreten, und anderen fluktuationsinduzierten Kräften.
1985 erhielt er den Walter-Schottky-Preis und 1996 den Gottfried Wilhelm Leibniz-Preis. 2009 wurde er Fellow der American Physical Society für seine grundlegenden und beständigen Beiträge zum Verständnis universellen kritischen Verhaltens bei Oberflächen und Grenzflächen (Laudatio). Er ist Mitglied der Kommission für Statistische Physik der IUPAP.

## Schriften (Auswahl)
- Field-theoretic approach to critical behavior at surfaces, in: C. Domb, M. S. Green (Hrsg.), Phase transitions and critical phenomena, Band 10, 1986
- Why boundary conditions do not generally determine the universality class for boundary critical behaviorm, European Physical Journal B, Band 93, 2020, Nr. 10